# Coleção Werner Haberkorn
A Coleção Werner Haberkorn é um conjunto de fotografias de Werner Haberkorn, principalmente representando a cidade de São Paulo. O acervo está sob a guarda do Museu Paulista, desde 1999. A coleção é composta de aproximadamente 600 imagens, normalmente tiradas para a realização de cartões-postais pela empresa de Haberkorn, Fotolabor, e campanhas publicitárias.

## Características
As fotografias são principalmente dos anos 1940 e 1950 e enfatizam dois elementos do processo de urbanização da cidade de São Paulo: o da verticalização, com o surgimento de edifícios na área central, e o da circulação de automóveis. Por exemplo, o Vale do Anhangabaú figura em 163 imagens de Haberkorn; o Viaduto do Chá aparece em 100 fotografias.
Os pontos urbanos recorrentes transformaram-se, a partir da difusão das imagens do fotógrafo, no cartão postal da cidade. É também possível acompanhar, no decorrer dos anos, a construção dos prédios nesses locais.

## Pesquisa

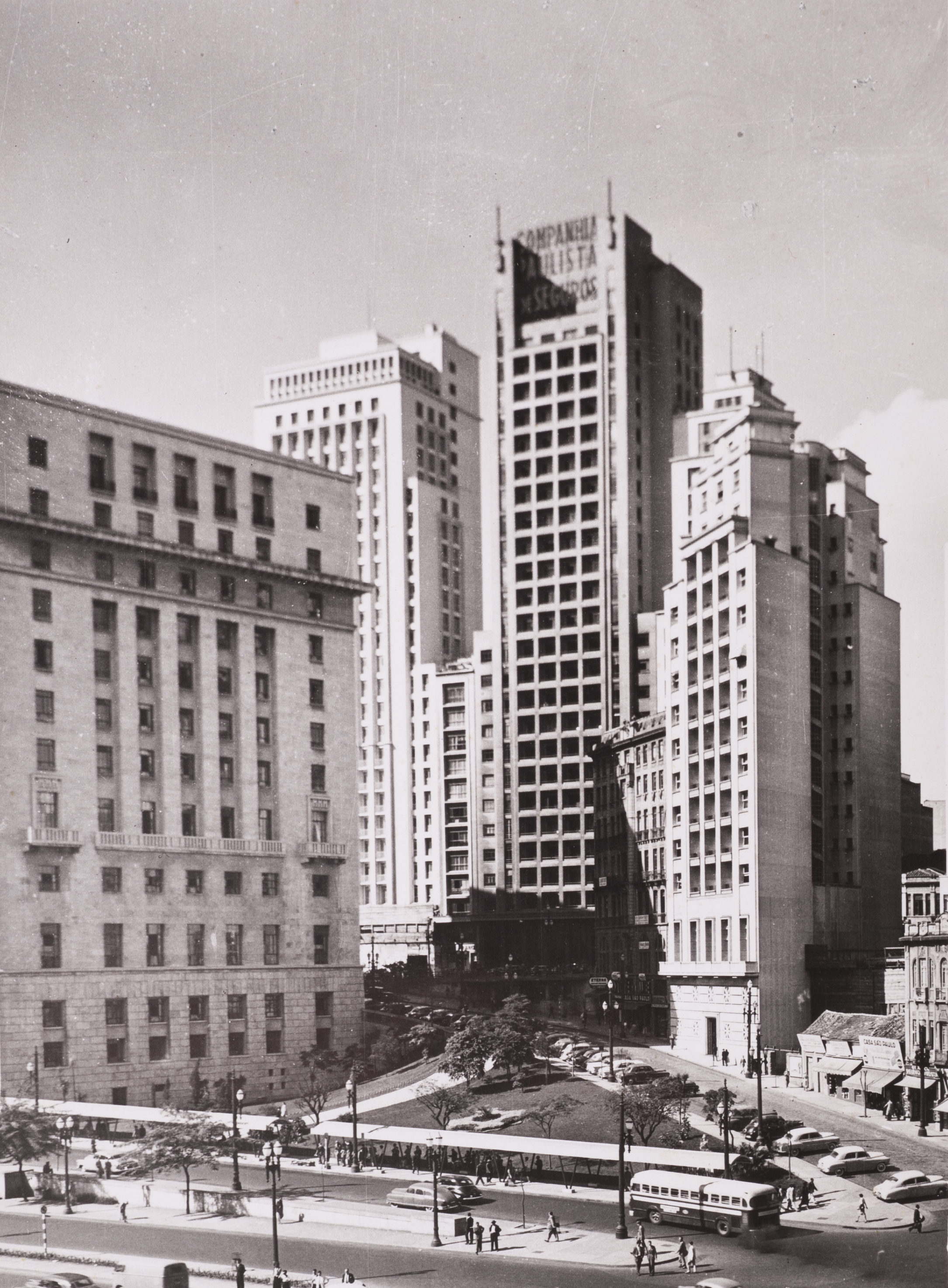
Vista parcial do Vale do Anhangabaú. São Paulo/SP, de Werner Haberkorn.

Um interesse de pesquisa da coleção é que reúne centenas de imagens de um mesmo fotógrafo, imerso num mesmo projeto: retratar São Paulo. Isso permite identificar peculiaridades na evolução da cidade e na cultura metropolitana. Foi analisado que o método fotográfico de Haberkorn, com descontextualização, inversão de escala e alto contraste, contribuíam para aumentar o sentido de modernidade de São Paulo.
Além das fotografias, a coleção também agrega: documentos de compra e venda, contratos publicitários e outros objetos. Esse material tem valor para a identificação de padrões e normas no processo de produção e comércio de imagens na cidade moderna.